# Kevin Amend
Kevin „kRYSTAL“ Amend (* 23. Juli 1993 in Flörsbach) ist ein ehemaliger deutscher E-Sportler, der durch seine Leistungen in der professionellen Counter-Strike: Source-Szene bekannt wurde.

## Leben
Amend erreichte mit Team Alternate bereits in Counter-Strike: Source seinen ersten Gewinn der ESL Pro Series im Frühjahr 2012. Ein zweiter folgte nach der Umstellung auf Counter-Strike: Global Offensive im Winter 2012. Nach dem Wechsel zu Penta Sports im Juli 2014 erreichte kRYSTAL mit diesem Team auf der DreamHack Winter 2014 und auf der ESL One Katowice 2015 das Viertelfinale. Im Dezember 2015 folgte der Gewinn der ESL Wintermeisterschaft 2015 mit Penta. Der Vertrag zwischen Amend und Penta wurde 2017 aufgelöst. Er spielte von 2017 und 2019 für verschiedenste  E-Sports-Organisationen und trainierte 2019 auch das Academy-Team von Berlin International Gaming. Von November 2019 stand Amend bei Godsent unter Vertrag. Im Januar 2021 wechselte kRYSTAL zurück zu Alternate, dessen E-Sport-Team inzwischen in Alternate Attax umbenannt wurde. Im August 2021 wechselte er zu cowana gaming. Im Dezember des folgenden Jahres verließ er das Team und verkündete sein Karriereende als aktiver Spieler.

## Erfolge (Auszug)
Dies ist ein Ausschnitt der Erfolge von Kevin „kRYSTAL“ Amend. Da Counter-Strike in Wettkämpfen stets in Fünfer-Teams gespielt wird, beträgt das persönliche Preisgeld ein Fünftel des gewonnenen Gesamtpreisgeldes des Teams.
| Jahr                             | Platz                  | Turnier                                            | Team                   | Persönliches Preisgeld |
| Counter Strike: Source           | Counter Strike: Source | Counter Strike: Source                             | Counter Strike: Source | Counter Strike: Source |
| -------------------------------- | ---------------------- | -------------------------------------------------- | ---------------------- | ---------------------- |
| 2011                             | 2.                     | ESL Pro Series Germany: Winter Season 2011 Finals  | Team Alternate         | 0860 €                 |
| 2012                             | 2.                     | Copenhagen Games 2012                              | Team Alternate         | 0940 €                 |
| 2012                             | 1.                     | ESL Pro Series Germany: Spring Season 2012 Finals  | Team Alternate         | 01.860 €               |
| Counter Strike: Global Offensive |                        |                                                    |                        |                        |
| 2012                             | 1.                     | ESL Pro Series Germany: Winter Season 2012 Finals  | Team Alternate         | 01.500 €               |
| 2014                             | 5. – 8.                | DreamHack Winter 2014                              | Penta Sports           | 02.000 $               |
| 2015                             | 5. – 8.                | ESL One Katowice 2015                              | Penta Sports           | 02.000 $               |
| 2015                             | 1.                     | ESL Mistrzostwa Polski Season 11 – CS:GO Showmatch | Penta Sports           | 01.200 $               |
| 2015                             | 1.                     | ESL Wintermeisterschaft 2015                       | Penta Sports           | 0800 €                 |
| 2016                             | 2.                     | ESEA EU CS:GO Premier Season 21 LAN Finals         | Penta Sports           | 01.000 $               |
| 2016                             | 1.                     | ESL Sommermeisterschaft 2016                       | Penta Sports           | 01.500 €               |
| 2016                             | 2.                     | Global Grand Masters Playoffs                      | Penta Sports           | 01.000 $               |
| 2017                             | 1.                     | ESEA Season 24: Global Challenge                   | Penta Sports           | 03.600 $               |
| 2017                             | 1.                     | Farmskins Championship #1                          | Penta Sports           | 03.000 $               |
| 2017                             | 2.                     | PGL Major: Kraków 2017 – European Minor            | Penta Sports           | 03.000 $               |
| 2018                             | 1.                     | DreamHack Open Summer 2018                         | The Imperial           | 010.000 $              |
| 2018                             | 3. – 4.                | ZOTAC Cup Masters 2018                             | Ghost Gaming           | 04.000 $               |
| 2019                             | 1.                     | LOOT.BET/CS Season 4                               | SMASH Esports          | 03.600 $               |
| 2019                             | 1.                     | WePlay! Forge of Masters Season 2                  | Godsent                | 010.000 $              |
| 2019                             | 3. – 4.                | DreamHack Open Winter 2019                         | Godsent                | 02.000 $               |
| 2019                             | 3. – 4.                | DreamHack Open Sevilla 2019                        | Godsent                | 02.000 $               |
| 2020                             | 2.                     | SECTOR: MOSTBET Season 1                           | Godsent                | 02.400 $               |
| 2020                             | 3. – 4.                | ICE Challenge 2020                                 | Godsent                | 05.000 $               |
| 2020                             | 1.                     | LOOT.BET/CS Season 7                               | Godsent                | 05.000 $               |
| 2020                             | 2.                     | Nine to Five #4                                    | Godsent                | 03.000 $               |
| 2021                             | 3. – 4.                | ESL Meisterschaft: Autumn 2020                     | ALTERNATE aTTaX        | 0800 €                 |
| 2021                             | 3. – 4.                | ESL Meisterschaft: Spring 2021                     | ALTERNATE aTTaX        | 0800 €                 |
| 2022                             | 2.                     | ESL Meisterschaft Spring 2022                      | cowana Gaming          | 01.260 €               |

## Sonstiges
Kevin „kRYSTAL“ Amend streamt unregelmäßig auf dem Streamingportal Twitch, wo er ungefähr 60.000 Abonnenten besitzt. Außerdem ist er auf Youtube mit circa 16.000 Abonnenten ebenfalls aktiv. Seine Youtube-Videos wurden über 4.000.000 Mal aufgerufen.